# كوكو يونسن
كوكو يونسن (بالإنجليزية: Coco Johnsen)‏ هي مصممة أزياء وعارضة أمريكية، ولدت في 6 أبريل 1966 في كارولاينا الشمالية في الولايات المتحدة.

## وصلات خارجية
- كوكو يونسن على موقع IMDb (الإنجليزية)